# Sven-Bertil Taube
Sven-Bertil Taube (Estocolmo, 24 de novembro de 1934 – Londres, 11 de novembro de 2022) foi um cantor e ator sueco. Era filho do compositor e cantor Evert Taube.
Como cantor, ficou conhecido pelas suas interpretações de Bellman e do seu pai Evert Taube. Como ator, participou em filmes como The Eagle Has Landed (1976), Händerna (1995), Swedwnhielms (2003), Män som hatar kvinnor (2009), e En enkel till Antibes (2012).
Sven-Bertil Taube recebeu o Prémio Guldbagge por duas vezes pela melhor interpretação masculina em 1995 e 2012.